# Енвер Абдюль Фая
Енвер Абдюль Фая (Enver Faja) (6 квітня 1934, Тирана — 30 вересня 2011, Страсбург) — албанський архітектор і дипломат. Надзвичайний і повноважний посол Республіки Албанії в Україні за сумісництвом (1994—1997).

## Життєпис
Народився 6 квітня 1934 року в Тирані. У 1953 році він приїхав до Польщі. Закінчивши перший рік навчання на архітектурному факультеті Гданьського технологічного університету, у 1954—1958 роках продовжив навчання в Краківському технологічному університеті. У 1958 році він повернувся в Албанію. У 1960 році захистив дисертацію в Тиранському університеті.
У 1962—1985 роках був науковим співробітником кафедри архітектури Тиранського університету. Він є співавтором проекту Національного історичного музею та кладовища загиблих за Батьківщину, а також плану сьогоднішнього студентського міста Тиранського університету. У 1991—1992 роках працював головним архітектором Тирани.
У 1992 році він приїхав до Польщі як посол Республіки Албанія в Польщі, з 1994 р. також акредитований в Україні. Закінчив свою місію в Польщі у вересні 1997 року. Після повернення до Албанії був деканом архітектурного факультету університету НЛО в Тирані.
30 вересня 2011 року — помер після тривалої хвороби в лікарні в Страсбурзі.